# Żelazna (Rawa)
Pour les articles homonymes, voir Żelazna.
Żelazna est une localité polonaise de la gmina de Sadkowice, située dans le powiat de Rawa Mazowiecka en voïvodie de Łódź.